# Прієдор (регіон)
Прієдор (серб. Мезорегија Приједор) — один з 6-ти регіонів в Республіці Сербській, що входить до складу Боснії і Герцеговини; відокремлюють як мезорегіон.

## Географія
Регіон Прієдор розташований на північному заході країни. Адміністративним центром регіону є місто Прієдор. 
Регіон складається з 6 громад (серб. општина):
- Громада Козарська-Дубіца —  м. Козарська-Дубіца або Босанська-Дубіца,
- Громада Костайніца —  м. Костайніца (серб. Костајница) або Босанска-Костайніца,
- Громада Крупа-на-Уні —  с. Доні-Дубовік,
- Громада Нові-Град —  м. Нові-Град,
- Громада Оштра-Лука —  с. Оштра-Лука,
- Громада Прієдор —  м. Прієдор (серб. Приједор)

Мезорегіон Прієдор раніше розглядався як частина регіону Баня-Лука.

## Населення
| громада          | серб.           | 1991 р. | 2013 р. | центр               | 1991 р. | 2013 р. |
| ---------------- | --------------- | ------- | ------- | ------------------- | ------- | ------- |
| Прієдор          | Приједор        | 112543  | 97588   | м. Прієдор          | 34635   | 32342   |
| Козарська-Дубіца | Козарска Дубица | 31606   | 23074   | м. Козарська-Дубіца | 13680   | 11566   |
| Костайніца       | Костајница      | 6231    | 6308    | м. Костайніца       | 3768    | 4047    |
| Крупа-на-Уні     | Крупа на Уни    | 2776    | 1687    | с. Доні-Дубовік     | 338     | 248     |
| Нові-Град        | Нови Град       | 35434   | 28799   | м. Нові-Град        | 13588   | 11063   |
| Оштра-Лука       | Оштра Лука      | 5161    | 2997    | с. Оштра-Лука       | 838     | 817     |
| Всього           |                 | 193751  | 160453  |                     |         |         |